# نهائي كأس فرنسا 2017
نهائي كأس فرنسا 2017 هي المباراة النهائية من منافسة كأس فرنسا 2016–17، أقيمت المباراة في 27 مايو 2017، في ملعب فرنسا، بين فريقي نادي أنجيه، وباريس سان جيرمان، وفاز فيها باريس سان جيرمان، بعد أن هزم نادي أنجيه، بنتيجة 0 - 1، وكان حكم المباراة بينوا باستين.

## تفاصيل المباراة
لعبت المباراة النهائية في 27 مايو 2017.
| نادي أنجيه                   | 0 -1 | باريس سان جيرمان |
| ---------------------------- | ---- | ---------------- |
| عيسى سيسوكو 91 دقيقة' (ه.ذ.) |      |                  |